# 東京都交通局12-000形電車
東京都交通局12-000形電車（とうきょうとこうつうきょく12-000がたでんしゃ）は、1991年（平成3年）12月10日より営業運転を開始した、東京都交通局（都営地下鉄）大江戸線用の通勤形電車。形式名は、ハイフンを抜かして「いちまんにせんがた」と読む。
本項では、営業用車両として竣工せずに引退した試作車についても記述する。

## 概要
1986年（昭和61年）に試作車が登場し、各種試験後1990年（平成2年）に量産車として現在の12-000形が落成した。4次に亘って製造され、2000年までに8両編成53本（424両）が増備された。製造メーカーは日本車輌製造と日立製作所である。
走行システムには大阪市営地下鉄（現在のOsaka Metro）長堀鶴見緑地線に続いて全国で2番目となる鉄輪式リニアモーター駆動方式を採用しており、同駆動方式の採用は関東の地下鉄では初めてとなる。

## 車両概説
本項では共通項目について述べ、次車別の変更点については後述する。

### 車体
アルミニウム合金製車体に大江戸線のラインカラーであるマゼンタ色（紫紅色）の濃淡2色の帯を巻く。居住性や快適性向上のために車両限界を最大限に使用しており、車体断面は側窓から天井に向かって狭くなっている。構体はアルミニウムの大形押出形材・中空形材を使用しており、屋根板は空調装置など重量物への強度を確保するため中空形材を使用している。床板は押出形材に一体成形されたカーテンレール状の機器のつり溝があり、ボルトを介して床下機器を吊り下げている。
冷房装置には厚さ200 mmと薄形のセミ集中式（集約分散式）で冷凍能力14.53 kW（12,500 kcal/h・TCL-12A形）を屋根に埋め込む形で各車2台搭載する（1両あたり29.07kW・25,000 kcal/h）。車内には補助送風機としてラインデリアを各車3台設置している。インバータ制御式（容量可変制御式）を使用する1・2次車では、屋根上に空調制御用のインバータが搭載されている。

### 内装

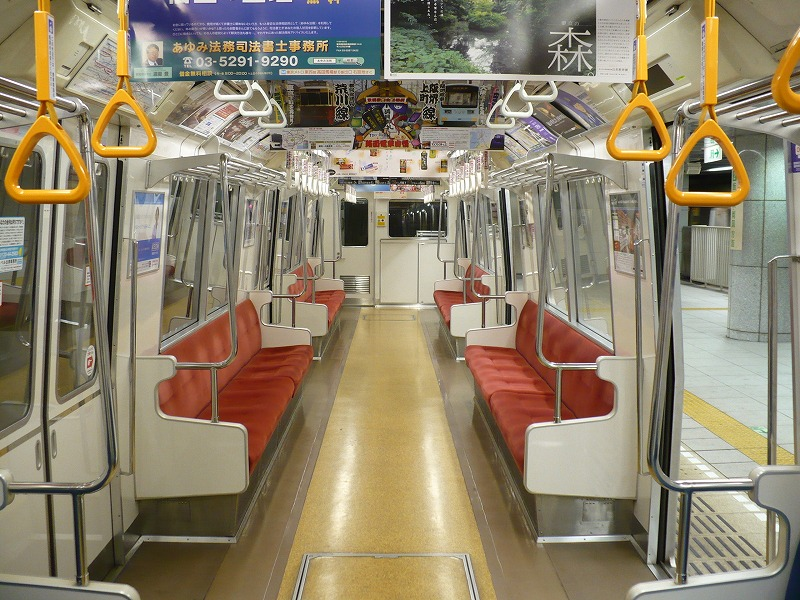
先頭車の客室（4次車）
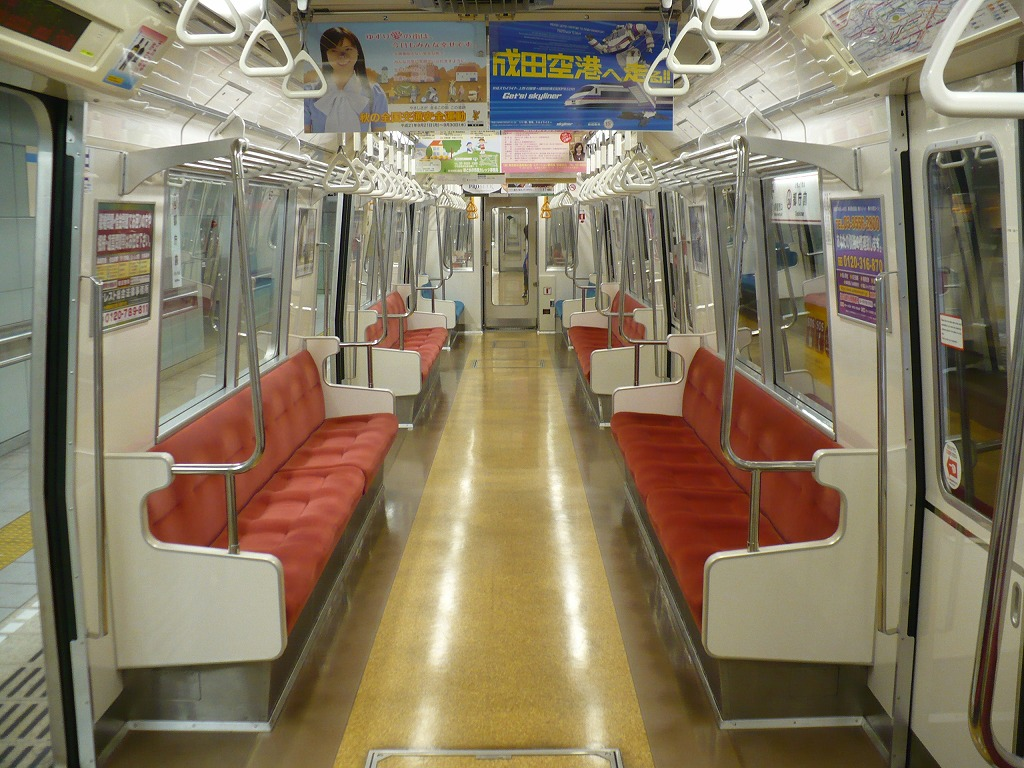
中間車の客室
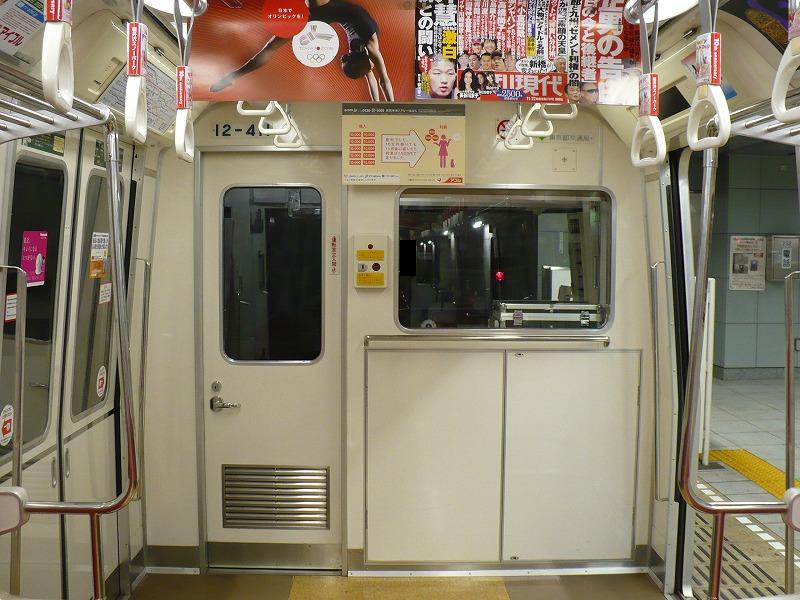
乗務員室仕切部
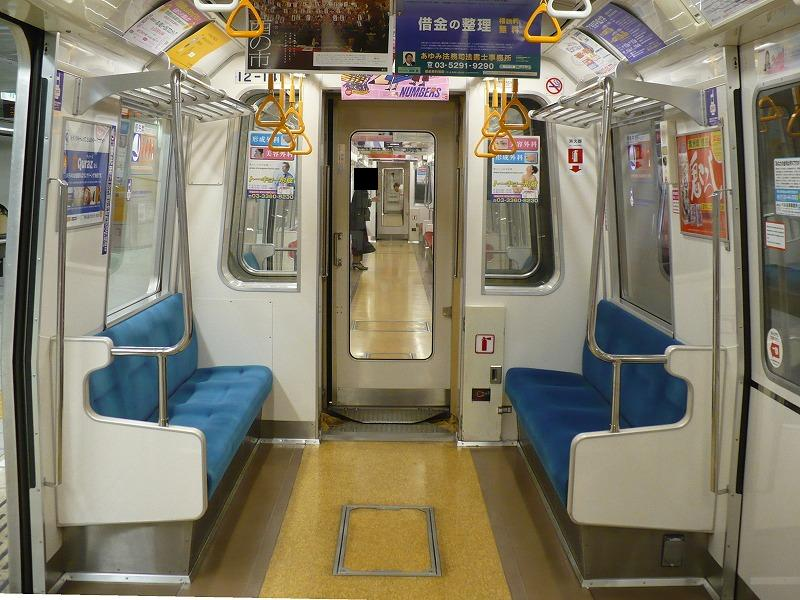
連結面側
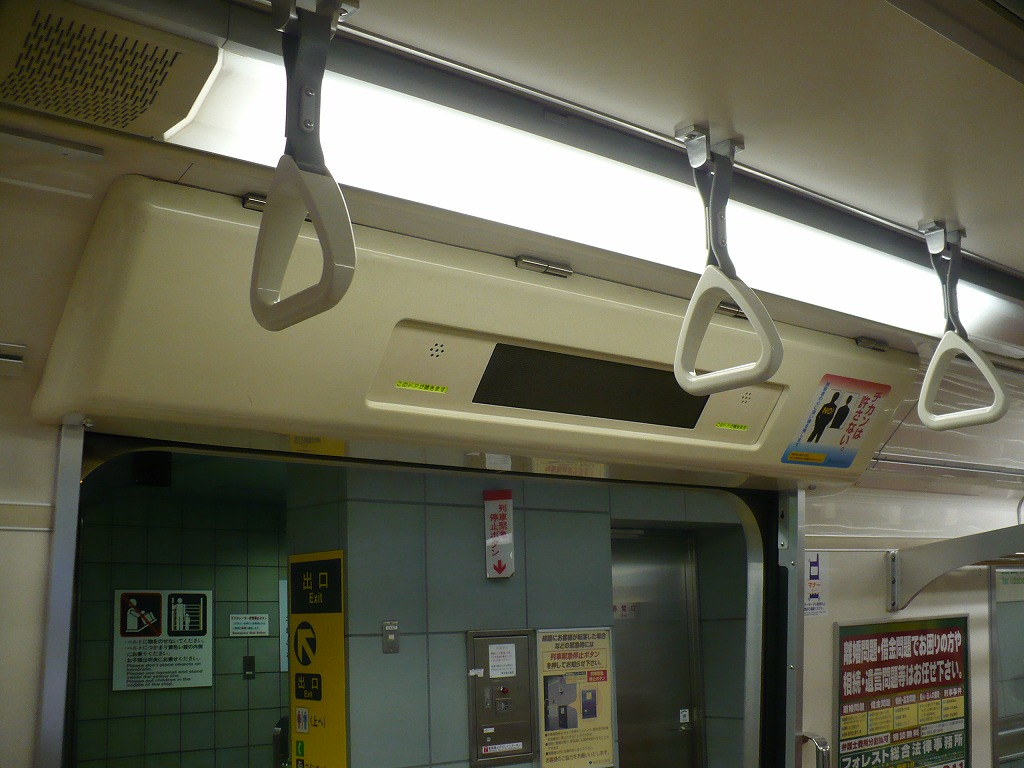
2段形LED文字表示式案内表示器
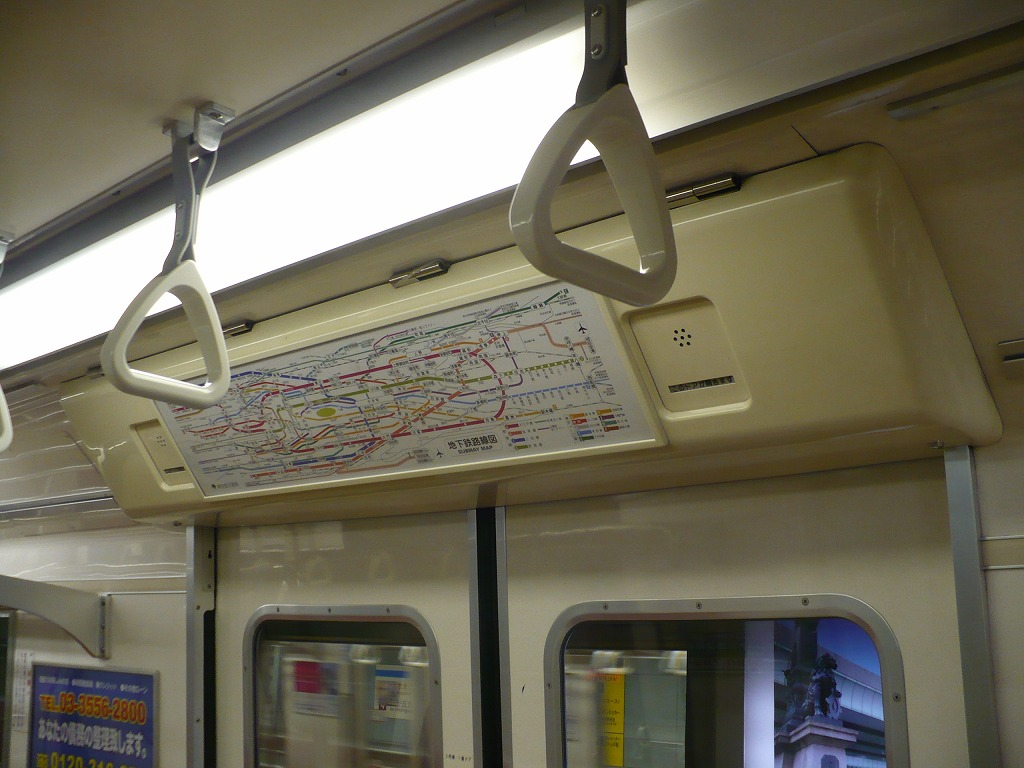
その反対側にある路線図案内

アイボリー系の化粧板、床材は車内中央をベージュ、外側を茶色として乗客が足を投げ出すのを防ぐフットライン入りを採用している。天井は試作車と異なり、薄形冷房装置と冷房用ダクトの設計に工夫がされ、さらにパネル式の平天井の採用によって、2,100mmの高さが確保されている。客用ドアは車体構造に合わせて上部が内側に傾斜しており、室内側は化粧板仕上げである。開口幅は1,300mm、高さは1,850mmとなっている。車内の蛍光灯にはいずれもアクリル製のカバーが取り付けられている。当初のつり革はオムスビ形で、座席前のみに設置している。網棚はステンレス線を格子状にスポット溶接した網を使用している。車内床面には主電動機点検蓋（トラップドア）を4次車まで全車両に設置している。
座席は濃いピンク系の「ファインレッド」、優先席部は青色系のバケットシートで、1人分の掛け幅は460 mmを確保している。側窓は基本的に一段下降式の窓であるが、全線地下区間のためカーテンは設置していない。連結面の貫通路は開放感を持たせるために断面の大きなものとしている。貫通扉は各車片側のみの設置で、ドアガラスは下方向に拡大されている。
車椅子スペースは4号車に設置されている。この場所の側窓は固定窓で保護棒付き、さらに安全手すりと非常通報装置、車椅子固定用のベルトが設置されている。非常通報装置は運転士と相互通話なもので、各車両に6台設置している。また、通報ボタンが押され、運転士が応答できない場合には列車無線に接続し、運転指令所の指令員が応答できるシステムが搭載されている。
ドアの上部にあるLED式の旅客案内表示器は、落成時は路線図式案内表示器とLED式文字式案内表示器が一体になったもの（左は路線図式、右はLED式）が各ドア上に設置された。その後4次車の導入に合わせて現状のLEDのみの千鳥配置に変更される（同時に反対側は路線図収納枠に交換）とともに、すべての編成でシートモケットも変更された。このほか、自動放送装置と車外案内用スピーカーを設置する。

### 運転台

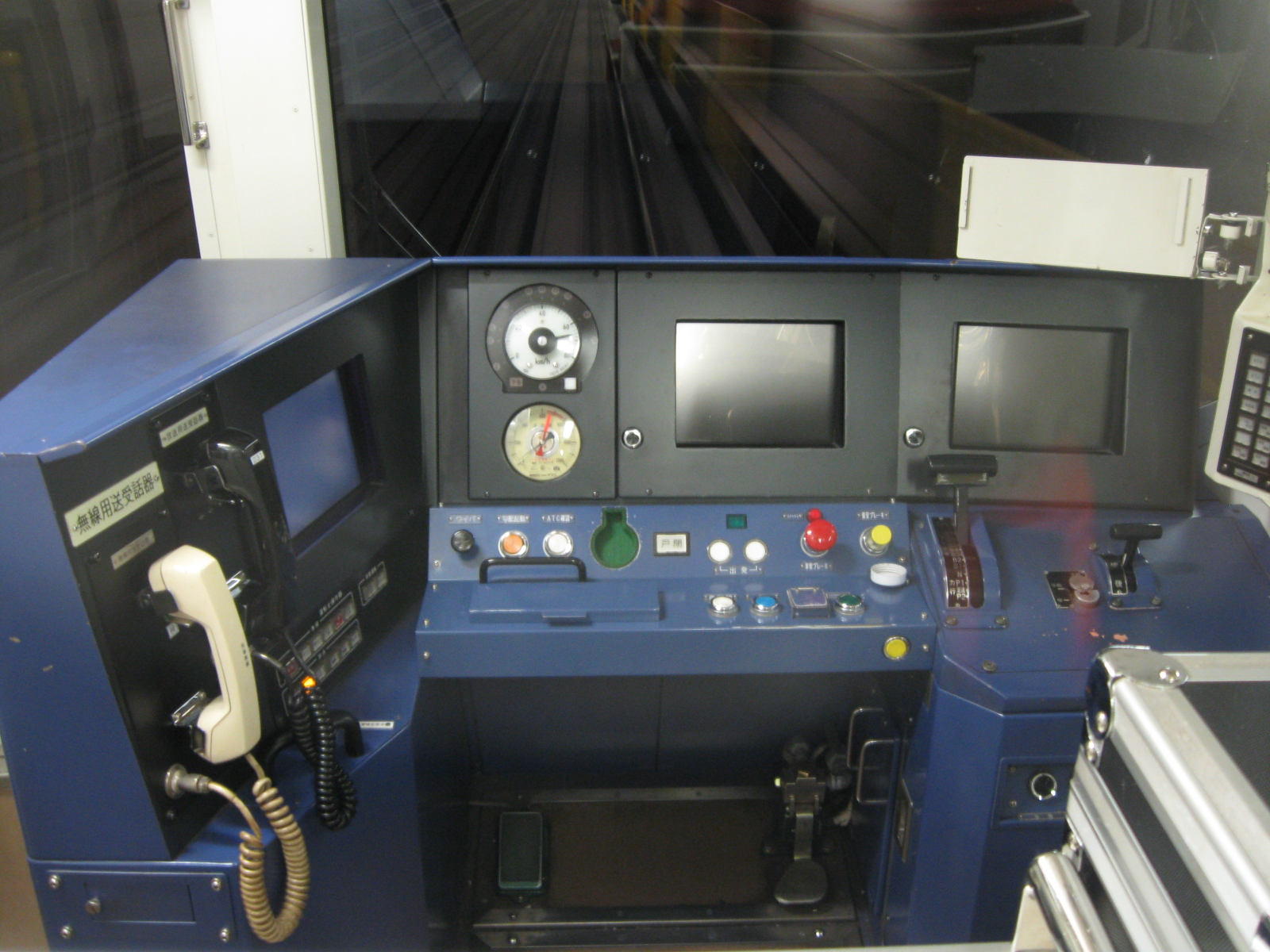
運転台（3次車以降）

乗務員室内奥行きは2,200 mmと広く確保されており、大江戸線の駅はほとんどの駅が島式ホーム構造のため、運転台は進行方向に向かって右側設置としている。乗務員室と客室の仕切は運転席背面がスモークの入った大窓、左端に乗務員室仕切扉窓（透明ガラス）がある。前面窓への光の反射が少ないため遮光幕は設置していなかったが、後年に大窓部に遮光幕が設置された。仕切扉は電磁鎖錠に対応したものである。
乗務員室内は客室同様にアイボリー系の配色で、運転台計器台は紺色としている。運転台は正面パネル左から放送・無線操作器、デジタル式速度計、バーグラフ式メーター（圧力計、電圧計など横バーグラフ式を5点）、保安表示灯を、手前のテーブル面にはドア開閉ボタン、ATO出発ボタンなどを配置し、右端には右手操作形マスコンハンドル、レバーサなどを配置している。このほか、左側にはホーム監視用モニター画面と下部に列車無線および連絡放送用の各送受話器を配置している。マスコンハンドルは小形の右手操作式で、ノッチは手前から力行2・定速・力行1・切・常用ブレーキ1 - 7・非常となっている。
さらに運転士が計器類の監視に視線を落とさずに前方監視に集中できるよう前面ガラスに速度計やATC信号を映し出すHUD（ヘッドアップディスプレイ）を設置した。ただし、前方風景と重なってかえって見にくく、ほとんど使われないことから2次車以降廃止し、後述するC修繕工事の際に撤去した。
マスコン台周囲にはドア開閉スイッチを配置するほか、これとは別に各側面用に車掌スイッチも設置されている。これは非常ブレーキスイッチ（線路方向手前に引く）、合図ブザ、注意喚起放送スイッチと、押しボタン式の開閉ボタンで構成されている。
運転台にはホーム監視カメラからの映像を表示するモニター画面がある。この伝送システムには日立製作所と八木アンテナ（現・HYSエンジニアリングサービスが開発した赤外線で地上と車上の通信を行う「対列車光空間伝送システム」が採用されている（近赤外線空間波伝送方式）。また、このシステムは地上と車両間のインタフェースを行うものであり、画像伝送のほかトランスポンダと同様に車両情報の伝送機能も有する。このため、車両基地内での在線検知や地上検査装置とのインタフェースにも使用されている。
本車両には乗務員支援を行う車両情報制御装置（ATI）を採用している。これはATC/ATO装置と一体化して車両全体を総合的に管理するシステムで、機器のモニタリング、サービス機器（空調、放送など）の操作機能などがある。さらにATO装置の制御や、ホーム監視カメラからの映像の伝送を行う機能があり、これらの伝送には光ファイバーを用いている。乗務員用のモニター画面（タッチパネル式表示器）はスペースの都合上、運転台上部に設置した。なお、車内案内表示器・行先表示器および自動放送装置は地上からのデータをATI装置経由により自動設定される方式である。

### 主要機器
床下は非常に低く、車輪径は610 mmで、床面高さはレール上800 mmのために床下機器は500 mm以下に抑えている。制御装置には日立製作所製のGTOサイリスタ素子（4,500V - 3,600A）によるVVVFインバータ制御（形式：T-INV12形）を採用し、1台で2両分4台のリニアモーターを制御する（1C4M制御）。
主電動機は車上1次片側式三相リニア誘導電動機（形式：TLIM-12形・1時間定格120 kW出力・定格電圧1,100 V・定格電流170 A・定格周波数21 Hz・ギャップ12 mmである。各台車に1台装架しており、全電動車方式である。
空気圧縮機（CP）は交流駆動式・レシプロ式C-2000LB形を採用し、当初は3号車に2台搭載した。補助電源装置は素子にジャイアントトランジスタ（GTR）を使用した東芝製静止形インバータ（SIV）を、空調用（35kVA・1台で2両分を供給）、空気圧縮機用（23kVA・空気圧縮機搭載車・1編成で2台）、制御用（25kVA・各先頭車1台）をM2車系に分散して搭載した。これは機器の小形化や負荷条件に応じた最適な電源を確保するためである。パンタグラフは東洋電機製造製のPT6102-AまたはPT6102-Bという菱形のもので、折りたたみ高さは160mmと非常に小形のものを採用しており、集電舟は剛体架線対応形である。
台車は軸箱支持方式に積層ゴムを用いた自己操舵機構（セルフステアリング機構）を有するリニアモーター駆動方式空気ばね台車（ボルスタ付）を採用している。軸ばねは前後方向に柔支持としており、曲線走行時には車輪が自然に向きを変えることができ、曲線通過性能が向上されている。
1次車の台車は前述した馬込検車場で走行試験を実施した台車をベースに、比較試験のためリニアモーターの装架方法とけん引方法の違いで3種類の台車が採用された。いずれも軸距は1,900mm、基礎ブレーキは1軸1枚のディスクブレーキを採用している。ただし、T-12N形のみ車輪ディスクブレーキである。
各台車の形式および使用編成とリニアモーターの装架方法・けん引方法
- T-12S形（住友金属工業製 FS540形）第01・04編成 主軸受装架・けん引アンカ
- T-12N形（日本車輌製造製 ND325形）第02・03編成 主軸受装架・中心ピン
- T-12D形（住友金属工業製 FS545D形）第05編成 台車枠装架・けん引アンカ

各台車にはT-12･･･形からなる交通局形式と、FS-・ND- からなるメーカー形式がある。台車枠装架方式は台車枠から吊りリンクを設けてリニアモーターを取り付ける方式、主軸受装架方式は輪軸の外側にベアリングを介した車軸管を取り付け、この車軸管にリニアモーターを取り付ける方式である。後者は車輪に直接リニアモーターの重量がかかるものである。
このうちT-12D形は一般的な車輪の外側に台車枠がある「外軸箱方式」だが、T-12S形およびT-12N形は車輪の内側に台車枠がある「内軸箱方式」が採用されている。内軸箱方式は軽量化には効果が高いが、日本国内における採用は珍しいものである。
地下鉄12号線開業後に、急曲線部においてレール踏面に波状磨耗と呼ばれる異常磨耗が発生して騒音・振動が大きくなる事態が生じた。調査の結果、リニアモーターを台車枠に装架したT-12D形の方式が、レール面への重量負担を軽くできることが判明したため、以降はT-12D形台車が標準台車となった。このため、T-12N・T-12S形台車を使用していた車両は順次T-12D形台車へと交換が進められた。
列車無線には漏洩同軸ケーブル（LCX）を使用した都営地下鉄初の空間波無線（SR）方式を採用しており、異常時に列車防護が行えるよう防護無線も搭載した。保安装置には車内信号式新CS-ATC装置を使用しており、さらに停止精度を高めるためにファジィ制御を取り入れたATO装置を搭載する。このATC装置とATO装置は一体形とされており、ATO装置の運転操作性や停止精度（± 50cm以内）は、交通局の発表では熟練運転士並みの運転の高度なものと発表している。
ブレーキ装置にはATC連動形の全電気指令式空気ブレーキ（回生ブレーキ併用・遅れ込め制御付き）である。ブレーキ段数は手動操作時は常用ブレーキが1 - 7段・非常だが、ATO運転時は31段の多段制御方式とすることでATO運転時における乗り心地の低下を防止しているほか、ATO運転時におけるブレーキ操作の応答性向上のために台車中継弁を設置している。リニアモーターの特性上、停止時には逆相ブレーキを使用しながら空気ブレーキを補足する。また、非常ブレーキ時には一部を回生ブレーキが負担する方式である。

## 次車分類

### 1次車

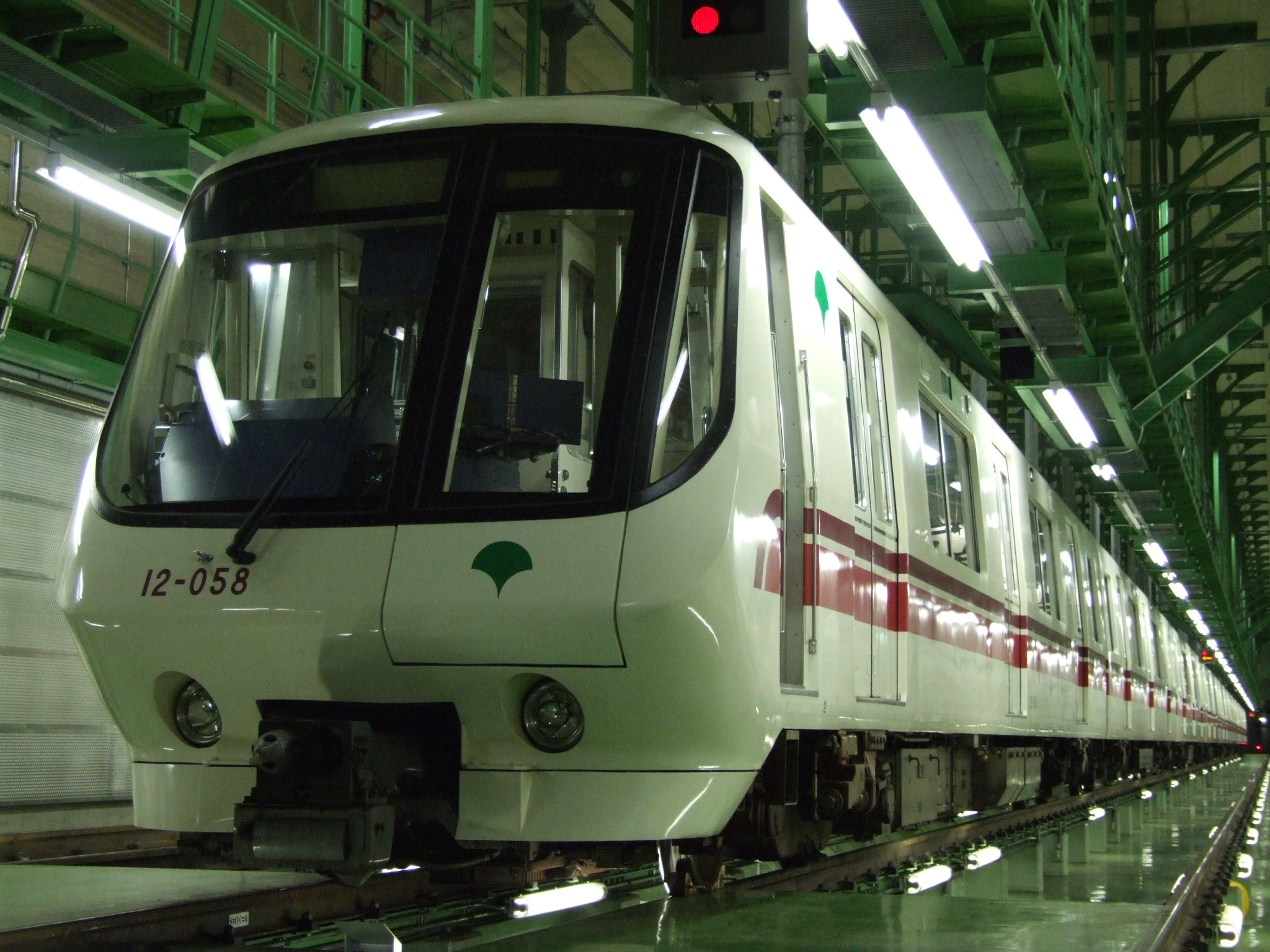
12-000形 塗装車（第5編成）
（2007年11月22日 / 木場車両検修場）

試作車の結果を反映した量産車として、1990年（平成2年）9月から10月にかけて光が丘検修所（当時）に搬入した。このグループは練馬 - 光が丘間の開業用として第01 - 05編成の6両編成5本（30両）を日本車輌製造で製造、1991年（平成3年）12月に車両として入籍した。
開業の1年以上前に製造したのは、1990年（平成2年）12月から1991年（平成3年）10月にかけて練馬 - 光が丘間で1次車を使用したリニアモーター車両の高速走行試験を行い、全般的な性能ならびに安全性等の確認を行うためであった。
車体は軽量化の図れる大形押出形材を使用したアルミ合金製で、アイボリーに塗装されている。外観デザインは「次世代感覚」「親しみやすさ」「軽快感」などをモチーフとし、ソフトなイメージを表現した。前頭部は傾斜があって流線型に近く、さらに大きく曲面を帯びた形状としている。車外から向かって右側には非常扉を備える。前照灯は窓の下部に設置し、尾灯はLED式前面行先表示器両端に設置した。LED式の前面・側面行先表示は走行区間によって変化するが、これは都営地下鉄大江戸線の項を参照のこと。本車両にはワイパーが付いているが、これは地上線を通るためだけではなく地下線内の漏水対策上や車体洗浄機を通過するのに必要な装備である。

### 2次車
1次車が重要部検査を施行するために予備車の確保を目的として、1994年（平成6年）12月に6両編成1本（6両）が日本車輌製造で製造・搬入され、1995年（平成7年）2月に車両として入籍した。基本的な外観デザインや走行機器などは1次車に準拠したものとなっている。ただし、乗務員や検修員など現場からの意見を取り入れて仕様を一部変更している。
外観ではスカートを130 mm下げ、ロングスカート化した。連結器はカバーをやめ、露出状態が正規となった。なお、この時期に1次車の連結器もカバーを廃止した。制御装置をはじめとした電装機器関係は1次車のものを踏襲しているが、台車は1次車の使用結果を踏まえ、合わせて乗り心地等の性能や保守性の観点から以後、T-12D形に統一している。
車内では連結面で幅広の幌をやめて狭幅幌にしたほか、併せて貫通路も狭くした。蛍光灯カバーは客用ドア上部6カ所以外はやめて照度を向上させた。また、当初より中吊り広告枠を設置、1次車も同時期に新設されている。英語による自動放送もこの編成から導入が開始され、後に全編成に導入されている。旅客案内表示器は各車3台の千鳥配置に変更し、表示器のないドア上部は路線図掲載スペースとした。
運転台は1次車とは大きく変更されたレイアウトとなった。なお、2次車の運転台レイアウトは後の3・4次車とも異なる運転台で、2次車独自の運転台となっている。
正面パネルはホーム監視用モニター画面とATIモニター画面をパネル中央と右側に配置し、左側に放送・無線操作器と圧力計とデジタル式速度計を配置した。テーブル面周囲は平面となり、左側から列車無線および連絡放送用の各送受話器とマイクを、中央にドア開閉ボタン、ATO出発ボタンなどを配置し、右端に右手操作形マスコンハンドル、レバーサなどを配置している。
なお、視認性に難のあるバーグラフ式メーターは廃止し、圧力計と電流計・電圧計は指針式とされている。また、右側壁面には主回路電流計・架線電圧計・バッテリー電圧計および総括配電盤や保安表示灯などが配置された。

#### 1・2次車の8両編成化など
8両編成化時には5号車と6号車を増結し、3号車に2台搭載していた空気圧縮機は新造の6号車に移設した。また、車いすスペースは3次車同様に4・5号車の設置となった。
運転台のホーム監視用モニターは1次車ではCRTモニター1台を液晶モニター2台に増設したが、2次車では正面パネルに2台を収納し、ATIモニターは1次車同様に上部に移設された。これは6両編成時にはホーム監視モニターは1台で監視可能だが、8両編成時には1台では曲線ホームでのホーム監視が困難なため、増設する必要があるためであった。このほか、車内サービス機器のプログラム変更や車両間転落防止幌が新設された。
その後、1999年（平成11年）12月から2000年（平成12年）3月にかけて環状部の開業（この時点では一部のみ先行開業）に合わせて連結器に電気連結器を追加したほか、旅客案内表示器を変更したことは前述した。

### 3次車
1997年（平成9年）3月から9月にかけて、光が丘検修所→光が丘車両検修場（当時）に搬入され、練馬 - 新宿間の延伸開業用として第07 - 15編成の8両編成9本（72両）と、さらに1・2次車の6編成分の中間車各2両（12両）の合計84両が増備された。製造メーカーは日本車輌製造と日立製作所が担当した。
最初に第07 - 12編成の8両編成6本を5月25日より8両編成で既営業区間に投入し、1・2次車を8両編成化のため離脱させ、8両編成化後に復帰させる形をとった。新宿延伸開業後は最大運用数は12本、予備車は3本が確保された。
3次車のみで組まれた車両は保守の低減や車両コストを低減させるために仕様を大幅に変更した。主な変更点は以下のとおり。
1. 車体外板の無塗装化（ヘアライン仕上げ）
2. 乗務員室の拡大、それに伴う前頭部形状の変更
3. 主制御装置のIGBT素子の採用
4. 補助電源装置の集約化
5. ATC・ATO装置の構成を変更

車体は外板塗装をやめて無塗装車体としたほか、前面の傾斜を緩くして実質的に乗務員室の空間を広くした（奥行きなどは変更なし）。前面にレインボーカラーの帯を追加したほか、電気連結器を設置した。側面には車両間転落防止幌が設けられた。なお、アルミ無塗装車体には日本国内の鉄道車両で初めて摩擦攪拌接合（FSW）が適用された。
制御装置は磁励音低減のため、日立製作所製の3レベル方式IGBT-VVVFインバータに変更（2,000V - 500A×2個並列接続・T-INV12A形）した。補助電源装置はIGBT素子を使用した静止形インバータ（SIV）とし、出力を110kVAに増強して編成で2台に集約した。冷房装置はセミ集中式に変更はないが、インバータによる容量可変制御式からON/OFF制御式（稼働率制御方式・TCL-12B形）に変更した。ATC/ATO装置は両先頭車搭載から片置き式として8号車に搭載し、両先頭車間をATIにより制御伝送するシステムに変更して、機器艤装の簡略化を図っている。
運転台は正面パネル左からアナログ針式とした速度計と双針圧力計、8両編成時に2枚必要となるホーム監視用モニター画面を配置し、手前のテーブル面にはドア開閉ボタン、ATO出発ボタンなどを配置し、右端には右手操作形マスコンハンドル、レバーサなどを配置した。左側にはATIモニター画面と放送・無線操作器と列車無線および連絡放送用の各送受話器を配置した。また、乗務員室仕切は運転席背面を透明ガラスとし、遮光幕を設置した。仕切扉窓はスモークの入ったガラスに変更された。
客室の仕様は2次車に準じているが、荷棚は金網式をやめてパイプ式に変更した。コストダウンのため、座席前にあるつり革や座席下に設置してある暖房器具の数を減らしたほか、非常通報装置を1両6台から3台に削減した。中吊り広告枠は横1枚分から2枚分掲出できるように拡大した。8両編成での車いすスペースは4・5号車に設置した。旅客案内表示器はLED文字スクロール式に変更して、ドア上千鳥配置とした。
なお、1・2次車への組み込み車両は1・2次車に仕様を合わせて登場している。蛍光灯カバーの形状や転落防止幌は3次車と同じであるが、車体は塗装され、制御装置や補助電源装置は1・2次車と同じものとしている。連結面の幌は新車同士は狭幅だが、在来車連結部は広幅幌を使用している。また、一部の編成ではシートモケットが変更されている。

#### 発注方法の変更
1・2次車では車体や台車・各電気機器をメーカーへ個別に発注し、それを製造メーカーへ送り全体の艤装をしていた。
しかし、3次車ではすべてを製造メーカーに一括発注し、機器メーカーとの調整も製造メーカーが責任を持たせる方式とした。さらに3次車は東京都地下鉄建設が発注する環状部開業用の4次車304両と合わせた388両を一括発注し、大量生産による大幅なコストダウンを図った。
このため、1両あたりの平均製造費用は1次車が約1億5,300万円、2次車は約1億7,200万円、3次車は約1億1,000万円と約30%のコストダウンが実現された（いずれも消費税除く）。

### 4次車

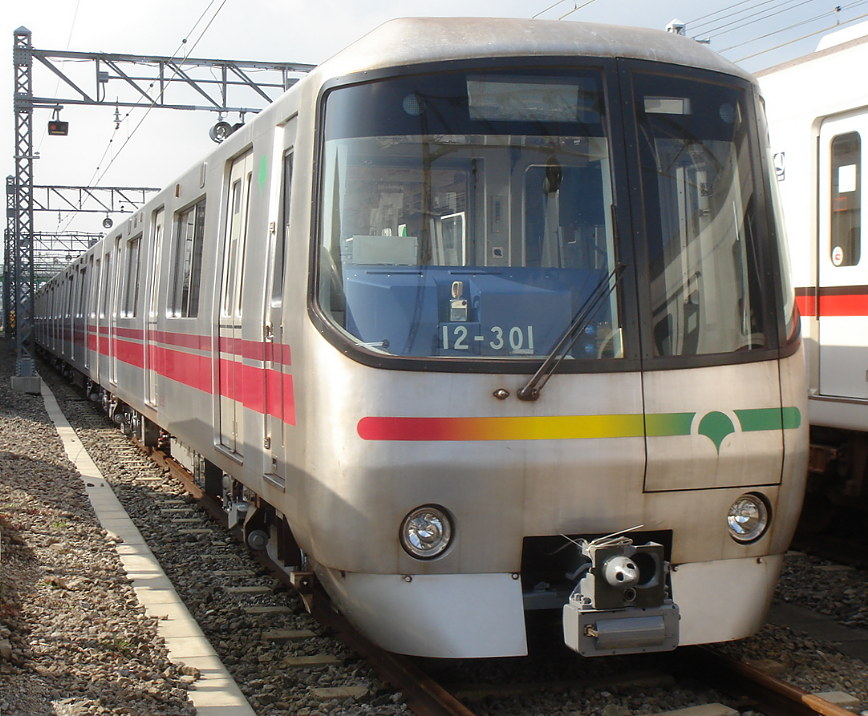
「都営フェスタ2006 in 浅草線」で
展示された12-000形4次車
（2006年10月28日 / 馬込車両検修場）

環状部開業用として1999年（平成11年）から2000年（平成12年）にかけて8両編成38本（304両）が日本車輌と日立製作所で落成した。このグループは環状部を建設した東京都地下鉄建設が購入し、東京都交通局に無償譲渡の形を採った。第16 - 28編成は日立製作所で、第29 - 53編成は日本車輌製造で製造した。
基本的には1999年（平成11年）2月22日から翌2000年（平成12年）2月17日にかけて1年がかりで36編成（第17 - 32・34 - 53編成）288両を木場車両検修場（木場車庫）に搬入した。これは陸送によるため、1晩に2両しか搬入できないためであり、1週間で1編成を搬入した。
ただし、第16・33編成は1998年10月に木場車両検修場（高松車庫）に搬入され、新宿 - 国立競技場間の開業用として1999年（平成11年）7月に先行導入された。これは新宿駅 - 国立競技場駅間開業に伴い、運用本数が2本増えるためであった（最大運用数14本・予備車3本）。この2編成は環状部の全線開業までの間は交通局が地下鉄建設より一時的に借用していた。
基本的な仕様は3次車とほとんど同一であるが、VVVFインバータ装置は1 - 3次車の日立製作所製から東芝製に、補助電源装置（静止形インバータ）は1 - 3次車の東芝製から東洋電機製造製に変更されている。細かな変更点としてはドア上の路線図を収納する枠が1次車と同様に白塗装に戻された点である。4次車のうち第52編成までは2000年5月 - 11月にかけて順次竣工（入籍）した。
一方、第53編成は2000年2月17日までに4次車としては最後に搬入され、PQ輪軸と呼ばれる脱線係数を測定するための特殊な輪軸を装着して脱線係数の測定車両として使用された。その後、試験終了後の2001年（平成13年）5月に正式に竣工した。なお、全線開業当初の最大運用本数は43本で、予備車は10本となった。

## 試作車

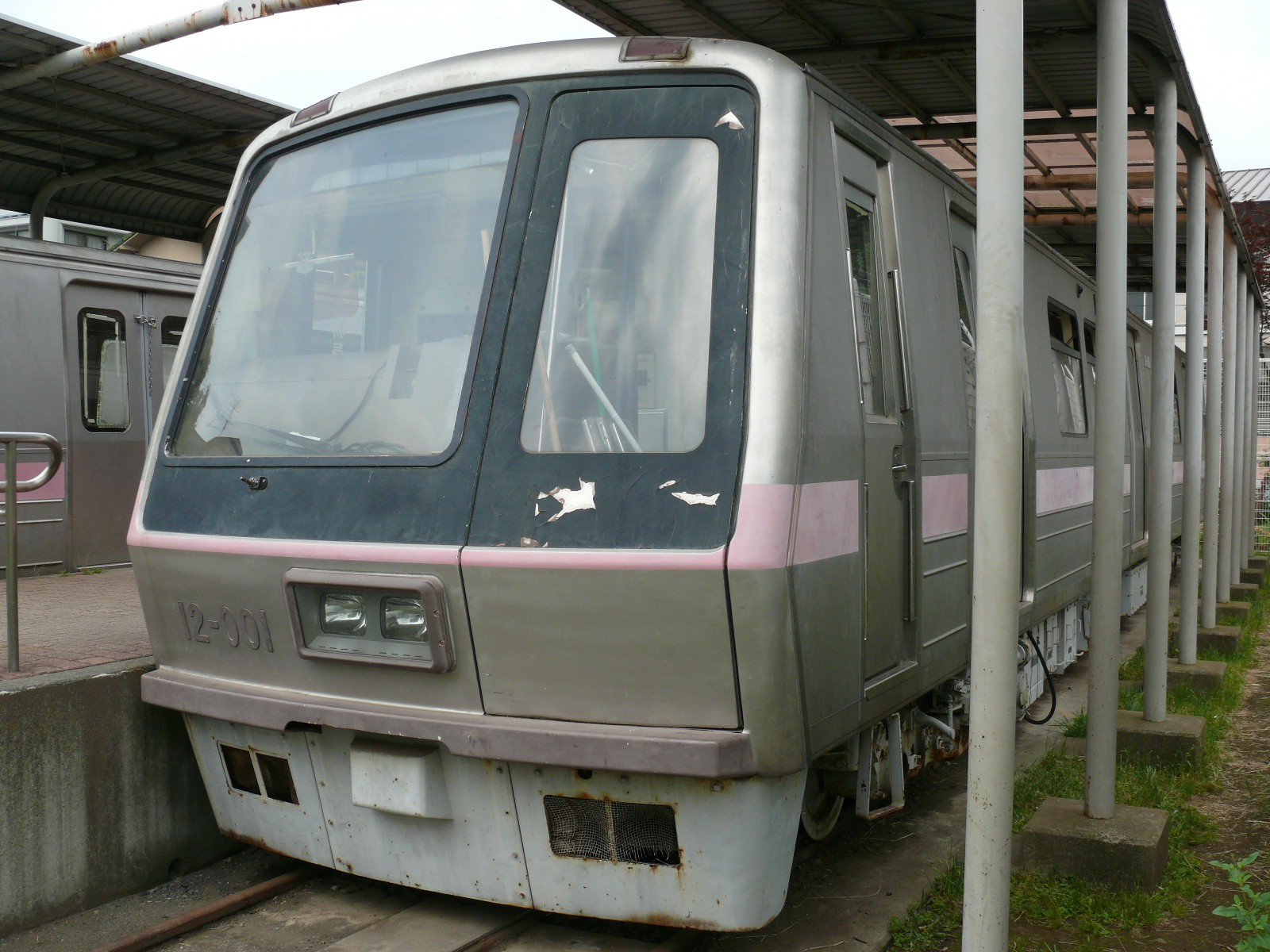
試作車
（2008年6月17日）

1986年（昭和61年）3月に小形地下鉄用車両の試作車として12-001（Tc）+12-002（Mc）の2両が東急車輛製造で落成し、3月25日に陸送により馬込検車場へと搬入された。この車両は新しい地下鉄を目指し、以下の項目をコンセプトとした。
1. 21世紀にも通用する車両
2. 省エネルギー、省メンテナンス化を図る。
3. 最新の技術の導入による車両システムの統合化
4. 車体・機器などの小形軽量化を図る

地下鉄12号線（大江戸線）は、元々都営地下鉄新宿線と同規格の20 m級車両10両編成での建設を想定していたが、建設費を削減するために社団法人日本地下鉄協会が研究していた小形地下鉄（ミニ地下鉄）規格をベースとした車両規格で建設することになった。当時、小形地下鉄システムは日本国内で実用化されていないため、安全性や信頼性など様々な面で試験を行いデータを収集することとなった。
車体は軽量ステンレス構造（艶消しの梨地仕上げ・ダルフィニッシュ加工）とし、前頭部はFRP成形品を取り付ける構造とした。前面は非対称で、プラグドア方式の非常扉を備えているほか、12号線の狭いトンネル内での空気抵抗を減らすため、18.5度に傾斜させた流線形形状とした。前照灯は前面窓下部に2灯まとめたデザインとし、尾灯は窓上部へと設置した。行先・運行表示器には液晶表示方式を採用しており、赤・白・青の3色が表示できるものである。車体には12号線のラインカラーであるマゼンタ色（紅紫色）の帯を巻くが、実際は明るいピンク色に近い。本試作車の前面形状は後の量産車とは大きく異なるものである。
車内設備では12-001の側窓は下窓固定・上窓内倒し式、座席はFRP成形品の上に1人分のパッドを載せたセパレート方式を採用した。一方、12-002の側窓は一段下降式で、山側は手動式だが、海側はパワーウィンドウが試用されている。座席は従来の平板形状を採用し、両者で比較を行った。
冷房装置は車両限界から屋根上に設置できず、床下には機器が多く設置できないことから、車内床置式冷房装置（14.53 kW（12,500 kcal/h）出力品を各車2台搭載、1両あたり29.07 kW（25,000 kcal/h）出力）を採用し、車端部の一部は冷房機器室となっている。車外側面にはルーバー状とした冷房機用の吸気口があり、妻面には排風口がある。なお、都営地下鉄における冷房装置の搭載は新宿線用の10-000形試作車が初めてであり、本車両は同試作車に続く2番目の採用となる。室内の冷房用ダクトは通路中央部を避け、荷棚上部に寄せることで圧迫感を感じさせないものとした。天井が低いため、補助送風機（ラインデリア）の整風板には手が入れられないよう金網を設けているほか、車外屋根部を凸形に出っ張らせてラインデリアを収納している。

### 走行機器など
制御装置には都営地下鉄初のGTO-VVVFインバータ制御（三菱電機製4,500V - 2,000A・1C4M制御）を採用し、12-002に搭載した。主電動機は120 kW出力の小形三相誘導電動機（通常の回転式モーターだが、小形である）を使用した。粘着性能の高い誘導電動機を採用したことで、基本的なMT比は1：1とすることで車両システムを製作する方針とした。歯車比は74：14 ≒ 5.29であり、これにより起動加速度3.0km/h/sの性能を確保した。
台車についても都営地下鉄初のボルスタレス台車で、軸箱支持は筒形積層ゴムブッシュ方式である。メーカーは近畿車輛で、動力台車はT-12X形（メーカー形式KD91形）、付随台車はT-12Y形（メーカー形式KD91A形）と称する。基礎ブレーキは台車全長を小形化できることや、軽量化にも効果が高い片押し式踏面ブレーキ構造とした。小形地下鉄のため車輪径は660 mmと小さく、艤装スペースが少ないことから床下はスペース一杯に機器が設置されている。
補助電源装置は将来の量産時にも使用できる100 kVAと大容量の静止形インバータ（SIV・三相交流200V,60Hz）を採用し、4両分の給電能力がある。集電装置は両車両に搭載し、小形地下鉄用のパンタグラフを開発する目的から、12-002は「小型の菱形」、12-001は「小型のZ形」または「小型の下枠交差形」を試用した。折りたたみ高さは170 mmと低く、非常に小形のものである。
乗務員室は右側運転台で、12-001の運転台は表示灯・速度計などを液晶化した計器パネルに、タッチスクリーン式スイッチなど新しい感覚を、12-002の運転台はバーグラフ式メーターやデジタル式速度計に、押しボタン式スイッチなど2両で異なるものとし、運転台の比較試験も行うこととした。主幹制御器は小形の右手操作形ワンハンドル式を採用している。当時、12号線はワンマン運転を実施する構想があったことから、1人乗務を考慮した室内とした。
側面の乗務員室扉窓（側開戸窓）は12-001は一般的な手動開閉式だが、12-002は開操作はボタンひとつで全開し、閉操作はパワーウィンドゥとした（窓自動閉装置）。乗務員室背後の客室との仕切壁部には機器を収容しているが、そこだけでは収まりきらず、一部は客室の座席下（蹴込み）に収容した。保安装置の試験は片方向の車両のみで行うことから、ATC装置とATO装置は12-001（Tc）だけに備えている。
さらに当時としては珍しい光ファイバー伝送システムを用いた乗務員支援、検修支援機能を備えた多機能形の車上集中制御装置（モニタ装置）を採用した。以下の機能を備えており、当時としては画期的なものである。運転台左側にはCRTモニターによる表示器を備えている。
- 主機制御機能（力行・ブレーキ指令など制御伝送）
- 補機制御（機器の遠隔制御）
- 運転補助機能（運転情報の表示・機器動作状態の表示・出庫点検機能・故障発生時の原因と処置表示）
- 故障記録、試運転記録機能
- 非常通報装置の音声回路、行先・運行表示器への指令伝送機能

|          | ← 西馬込押上 → |               |
| 形式     | 12-000形 (Tc)  | 12-000形 (Mc) |
| 車両番号 | 12-001         | 12-002        |

### 馬込検車場での試験
馬込検車場（現・馬込車両検修場）の10番留置線（延長300m・現在は新工場の用地）に12号線用の剛体架線や列車無線（空間波無線や誘導無線方式の試験）設備、信号設備を仮設し、1986年（昭和61年）5月 - 9月に構内走行試験を実施した。
同時期には、浅草線用のパンタグラフに取替え、浅草線終電後に本線高速走行試験を戸越 - 西馬込間において実施した。これは車両基地内では40 km/hが限度であるが、本線において70 km/hで走行し、高速走行時における機器の状態や車両の振動・騒音等を試験する目的があった。この走行試験の結果はおおむね良好であったとされている。
なお、当初の計画では1986年4月から1987年3月までの1年間を目途に走行試験や各種試験を実施する方針であった。この試作車は将来的には地下鉄12号線が開業した際に、中間車を組み込んで、同線用の車両として使用することが予定されていた。

### リニアモーター試験

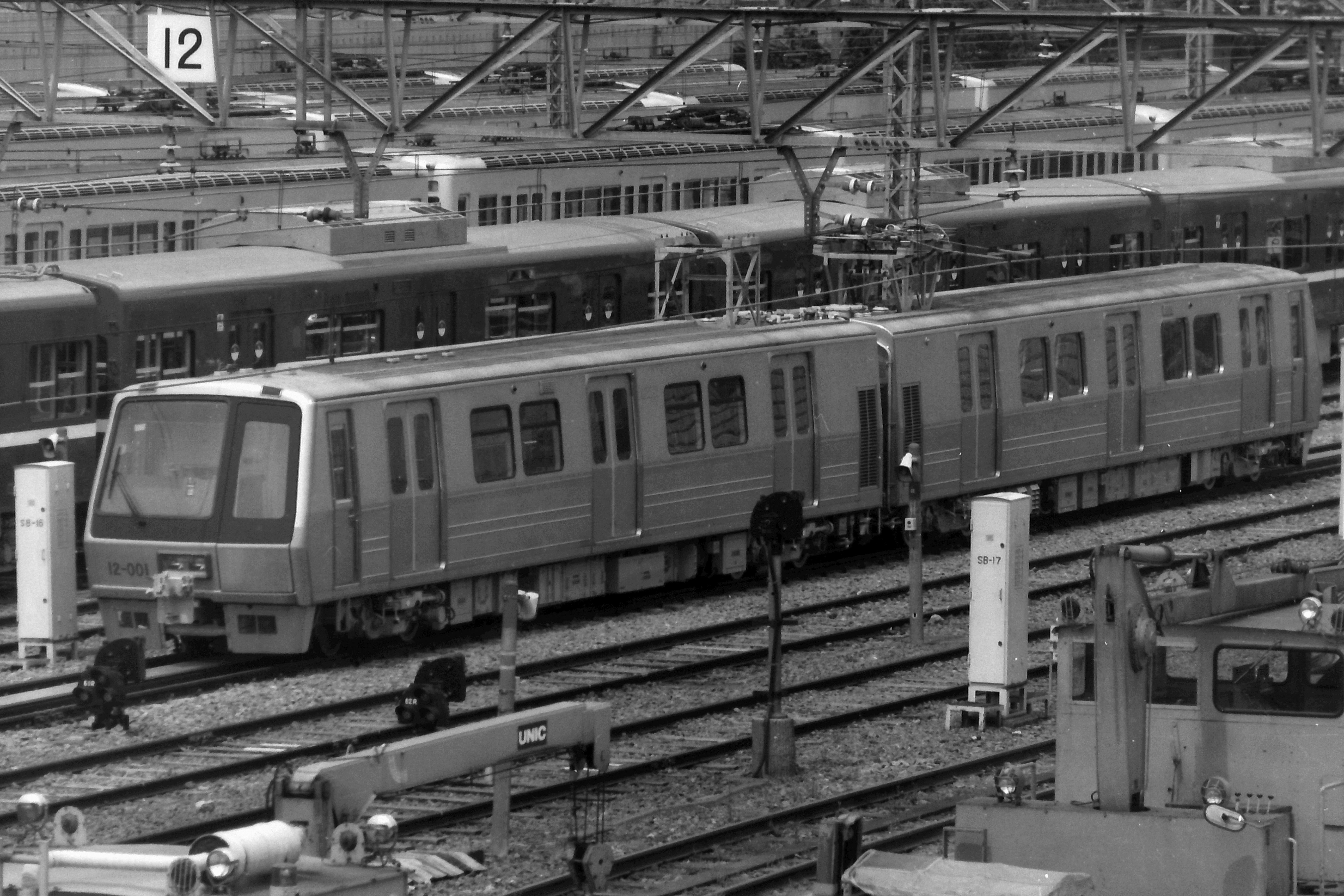
馬込検車場でリニアモーター駆動の試験に供されていたころ
（1989年5月）

1987年（昭和62年）6月、地下鉄12号線建設推進本部が「現在開発されつつあるリニアモーター車両のメリットも大きいので、1987年3月下旬に開始されたリニアモーター車両の試験の状況および車両技術の動向などを踏まえ、今後、車両の駆動方式（リニアモーター方式・回転形モーター方式）について、放射部車両の製作時期までに決定する」とされた。
これを受け、本試作車をリニアモーター方式に改造した。これは鉄輪式リニアモーター車両は日本国内では試験段階にあり、実用化はされておらず、車両性能や安全性・経済性など確認するためであった。
リニアモーター方式への改造および試験は社団法人日本地下鉄協会に委託をして実施した。車体やVVVF制御装置、ブレーキ装置など各種機器をリニア用に改造を実施した。ブレーキ装置には逆相ブレーキおよび電磁吸着ブレーキを取り付けた。
新たにリニアモーター（車上1次片側式三相リニア誘導電動機・120 kW出力）を製作した、12-001も電動車へと改造された。リニアモーターは日立製作所（TLIM-12H形）、三菱電機（TLIM-12M形）、東芝（TLIM-12T形）の3社で製作した。
台車はリニアモーター専用のものが製作され、リニアモーターの装架方法の違いから2種類あり、A方式は台車枠装架方式、B方式は主軸受装架方式とされた。台車の製造は住友金属工業と日本車輌製造が担当した。車輪径は610mmと、さらに低床化された。
前述した馬込検車場の試験線にはリアクションプレートが敷設され、1988年（昭和63年）4月 - 6月・9月 - 11月に走行試験を実施した。試験線のほか、浅草線5000形の牽引により、検車場内の曲線走行試験も実施した。この試験結果もおおむね良好であったとされており、この試験結果から、1988年12月21日に地下鉄12号線は全線リニアモーター方式を採用することが決定された。
試験で得られた実績の多くは量産車において採用された。しかし、この試作車は開業後の営業運転に使用することはなく、試験終了後に引退した。ただし、この試作車は東京都交通局の車両として入籍しておらず、車両として竣工していない。検車場内の走行試験や終電後の本線走行試験は線路閉鎖を実施して行ったもので、あくまでトロリー扱いで走行試験が実施されたものであった。
その後は豊島区に無償譲渡され、1991年（平成3年）2月より2両とも千早フラワー公園にて静態保存されている。12-001は車内が一般公開されており、12-002は地域集会室となっている。

#### 量産車への反映
この試作車の仕様は、環状部を建設する東京都地下鉄建設より乗客の居住性について以下の改善点が要望された。
- 出入口（客用ドア）高さを1,800 mmから1,850 mm程度に拡大すること[34]（量産車で実施）
- 天井高さは最大2,035 mmであるが、圧迫感があることから2,100 mmに拡大すること[34]（量産車で実施）
- 荷棚の奥行きを大きなものにすること[34]
- 側窓の上辺高さは床面上1,630 mmであるが、視界を拡大するためさらに高くすること[34]（量産車は上辺高さ1,700 mmに）
- 座席の高さを改善すること（420mmから量産車では430 mmに）[34]

そのほか、量産車では車両全体のレイアウトが大きく見直されている。
- 乗務員室奥行きを50 mm、妻壁を10 mm縮小して客室スペースを60 mm拡大（いずれも長手方向、レール方向）[35]
- 扉間隔（ドアピッチ）を3,950 mmから3,810 mmに変更、ドア間の座席は450 mm×8人分から460 mm×7人分に変更[35]
- 車端部は冷房機器室を廃し、2人掛け座席を4人掛け化[35]
- 床面高さが50 mm低くなり、車体（構体部。台車を除いた車体）を150 mm高くした[35]

## 導入後の動向

### 修繕工事
1次車・2次車は製造から15年程度が経過したので、2007年（平成19年）から順次車体の塗り直しや車内機器の一部交換などを行う都営地下鉄方針C修繕の時期に差し掛かり、馬込車両検修場で改修が行われている。また重要部検査・全般検査も2006年（平成18年）度より馬込車両検修場で行われている。ただし、経由する浅草線内では自走できない関係上、2005年（平成17年）3月に新製したE5000形電気機関車の牽引により無動力回送される。主に塗装の塗り直し、床材変更（新宿線10-000形7次車以降と同一）貫通路扉への銀杏マークの貼付け、蛍光灯カバーをアクリル製から金属製（スリット状の穴あき形）のへの変更、および補助送風機（ラインデリア）の大型化等が行われた。なお、1次車の中間に組み込まれている3次車は更新されていない。2009年度には3次車以降にもC修繕工事が開始された。2009年度内には第07 - 11編成までの8両編成5本に施工された。施工内容は車体修繕とスタンションポールの設置、乗降口の識別化などである。
ただし、C修繕工事で交換した床敷物は、本来はアルミ材を敷いた上でゴム製の床敷物を貼り付けるものであるが、66両の現車ではアルミ材が敷かれておらず、鉄道車両の火災対策基準を満たさないことから、国土交通省より改善指示が出された。

### その他改良工事など
修繕が行われていない3次車・4次車の編成もラインデリアの大型化や貫通路扉への銀杏マークの貼付けが行われている。また、一部の編成ではシートモケットが変更され、またつり革もオムスビ型から他の車両と同様三角形に変更されている。このつり輪（ドア上部と優先席部）は新宿線用の10-300形でも使用している標準の△形で、握り部は枕木方向となっている。また優先席部のつり革はオレンジ色として、さらに座席前では4個のうちの2個を100mm低くしている。
東京都交通局においては、着席客と立客との干渉を防止するため全保有車両を対象に車内座席端部の仕切板を大型タイプのものへ交換する改修工事を順次施工する計画を策定、その先行試験として本形式4次車の第25編成が2014年度中に車内座席仕切板の大型化を施工されている。
この他には、床材の変更や車内案内のフルカラー液晶化、ドアに黄色のラインの貼り付けを順次行っている。

### 置き換え
1・2次車は導入から25年を経過して経年による老朽化が進行したため、その代替を目的として2014年度より12-600形6編成を導入することが公式発表された。同6編成は順次導入され、2016年6月30日に1次車の第04編成が運用を離脱したことにより、大江戸線の塗装車は消滅した。
続く3次車以降の車両についても、引き続き2018年度から2020年度にかけて12-600形がさらに11編成増備される予定であり、東京都交通局が2016年2月12日に発表した「東京都交通局経営計画2016」の中では2021年度までに本形式14編成の代替を目標とするとしており、2019年度より廃車が開始されている。12-000形の保守部品製造終了した事に伴うもの。

## 編成表
|                                          |                        | （清澄白河駅基準）← 両国・春日経由都庁前六本木・大門経由光が丘 → |                      |                      |                                |                      |                      |                      |                        |
| 形式                                     | 形式                   | 12-001 (Mc2) (12-MC21)                                           | 12-002 (M1) (12-M12) | 12-003 (M2) (12-M23) | 12-004 (M1) (12-M14)女性専用車 | 12-005 (M1) (12-M15) | 12-006 (M2) (12-M26) | 12-007 (M1) (12-M17) | 12-008 (Mc2) (12-MC28) |
| 搭載機器                                 | 1・2次車 （一部3次車） | BT,SIV                                                           | VVVF                 | SIV,CP               | VVVF                           | VVVF                 | SIV,CP               | VVVF                 | BT,SIV                 |
| 搭載機器                                 | 3・4次車               | BT                                                               | VVVF                 | SIV,CP               | VVVF                           | VVVF                 | SIV,CP               | VVVF                 | BT                     |
| 1次車（青枠内は3次車） （第01 - 05編成） | 車両番号               | 12-011 ： 12-051                                                 | 12-012 ： 12-052     | 12-013 ： 12-053     | 12-014 ： 12-054               | 12-015 ： 12-055     | 12-016 ： 12-056     | 12-017 ： 12-057     | 12-018 ： 12-058       |
| 2次車（青枠内は3次車） （第06編成）      | 車両番号               | 12-061                                                           | 12-062               | 12-063               | 12-064                         | 12-065               | 12-066               | 12-067               | 12-068                 |
| 3次車 （第07 - 15編成）                  | 車両番号               | 12-071 ： 12-151                                                 | 12-072 ： 12-152     | 12-073 ： 12-153     | 12-074 ： 12-154               | 12-075 ： 12-155     | 12-076 ： 12-156     | 12-077 ： 12-157     | 12-078 ： 12-158       |
| 4次車 （第16 - 53編成）                  | 車両番号               | 12-161 ： 12-531                                                 | 12-162 ： 12-532     | 12-163 ： 12-533     | 12-164 ： 12-534               | 12-165 ： 12-535     | 12-166 ： 12-536     | 12-167 ： 12-537     | 12-168 ： 12-538       |

凡例
- VVVF：VVVFインバータ装置
SIV：補助電源装置（静止形インバータ）
CP：空気圧縮機
BT：蓄電池
- 集電装置はM1車に各1基が搭載される。

備考
- 本形式における車両番号の付番方法は、木場車両検修場（高松車庫・木場車庫）において都庁前方を1号車、光が丘方を8号車とする[注 19]。ただし、上記の編成表では同検修場のある清澄白河駅を基準駅としている。
  - 車両番号の例として12-011ではハイフン以下の2桁が編成番号（この場合は第01編成で、第53編成の場合には53となる）、下の1桁は前述した号車（1 - 8号車）となる。